# Veronica Fontana

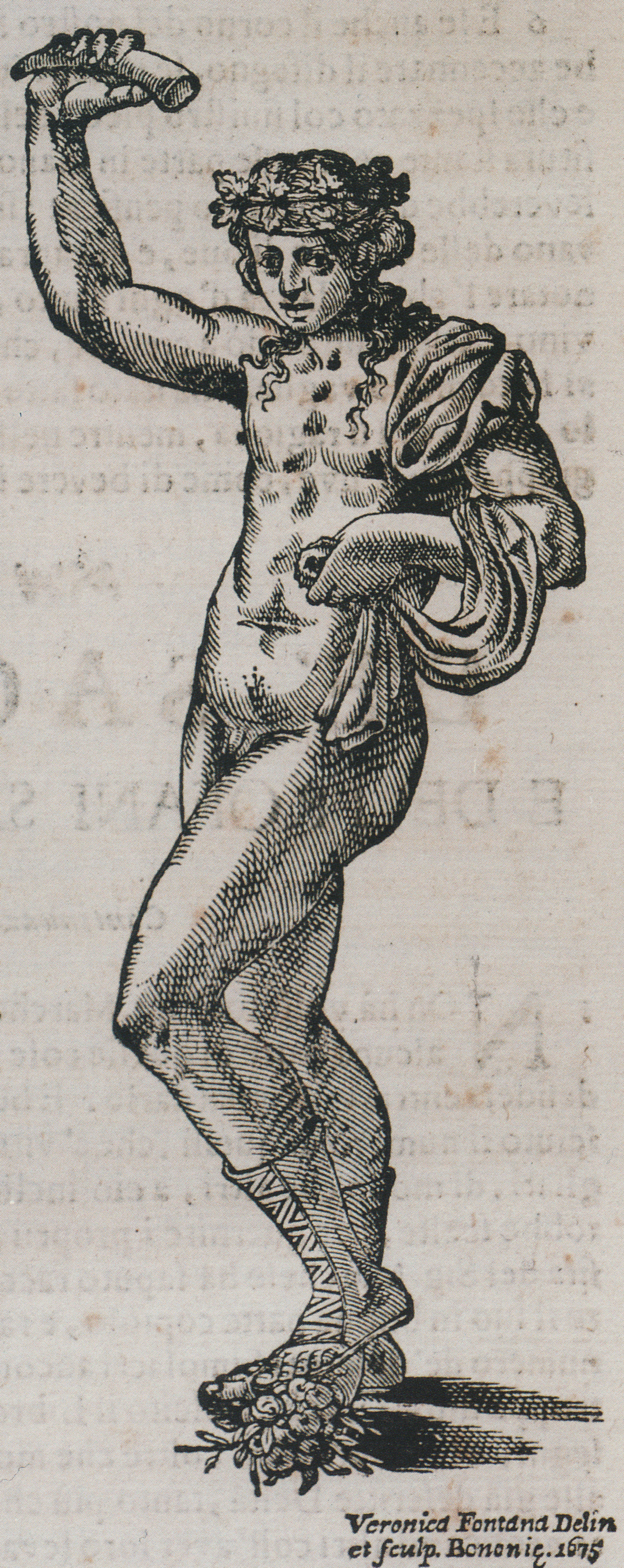
Bacante de Verónica Fontana. Publicado por primera vez en el Museo Cospiano de Lorenzo Legati, annesso a quello del famoso Ulisse Aldrovandi, Bolonia, 1677.

Verónica Fontana (Parma, 1651-Bolonia, 1690) fue una grabadora italiana.

## Biografía
Fue hija del grabador Domenico Maria Fontana, desarrolló gran parte de su carrera en Bolonia, donde murió de tuberculosis en 1690.
De su padre aprendió las técnicas de la escultura en madera. Se inspiró en el trabajo de la grabadora Teresa María Coriolano, también de Bolonia, y fue alentada en sus actividades por Elisabetta Sirani, con quien tomó lecciones de dibujo y pintura en la escuela femenina de arte de Bolonia.  
Verónica Fontana dominó la talla en madera y cobre, entendía los efectos del claroscuro, especializándose en la xilografía realizando numerosos frontispicios, ilustraciones de textos científicos y religiosos así como distintos retratos y piezas sueltas.
Artista totalmente independiente, tomó el relevo del grabador Giovani Francesco Cassioni, realizando piezas completas, esto es tanto el grabado como el borrador del dibujo (las líneas a seguir para grabar).